# Авеиро (округ)
Округ Авеиро (порт. Distrito de Aveiro) је један од 18 округа Португалије, смештен у њеном северном делу. Седиште округа је истоимени град Авеиро, а значајан је и град Сао Жоао да Мадеира.

## Положај и границе округа
Округ Авеиро се налази у северној трећини Португалије и граничи се са:
- север: округ Порто,
- исток: округ Визеу,
- југ: округ Коимбра,
- запад: Атлантски океан.

## Природни услови
Рељеф: Западни део округа Авеиро је приобална равница Беира уз Атлантски океан. Она је већим делом плодна и густо насељена, али је у одређеним деловима уз обалу мочварног карактера. Источни део округа је побрђе, просечне висине 300-400 метара.
Клима у округу Авеиро је средоземна, с тим што на већим висинама добија нешто оштрије црте.
Воде: Западна граница округа је Атлантски океан. У округу има више малих водотока, који се уливају у Атлантски океан на западу. Најважнија река је река Дуро, која чини североисточну границу округа.

## Становништво
По подацима из 2001. године на подручју округа Авеиро живи преко 710 хиљада становника, већином етничких Португалаца.
Густина насељености - Округ има густину насељености од преко 250 ст./км², што је много више него државни просек (око 105 ст./км²). Западни део округа (приобална равница) је много боље насељен него побрђе на истоку.

## Подела на општине
Округ Авеиро је подељен на 19 општина (concelhos), које се даље деле на 208 насеља (Freguesias).
Општине у округу су:
| - Авеиро - Агведа - Албергарија Веља - Анадија - Ароука - Вагос - Вале де Камбра | - Еспињо - Естареха - Илаво - Кастело де Паива - Мејалада - Муртоса - Оливеира де Аземејис | - Оливеира до Баиро - Овар - Санта Марија да Феира - Сао Жоао да Мадеира - Север до Вуга |